# Dorothee Elmiger

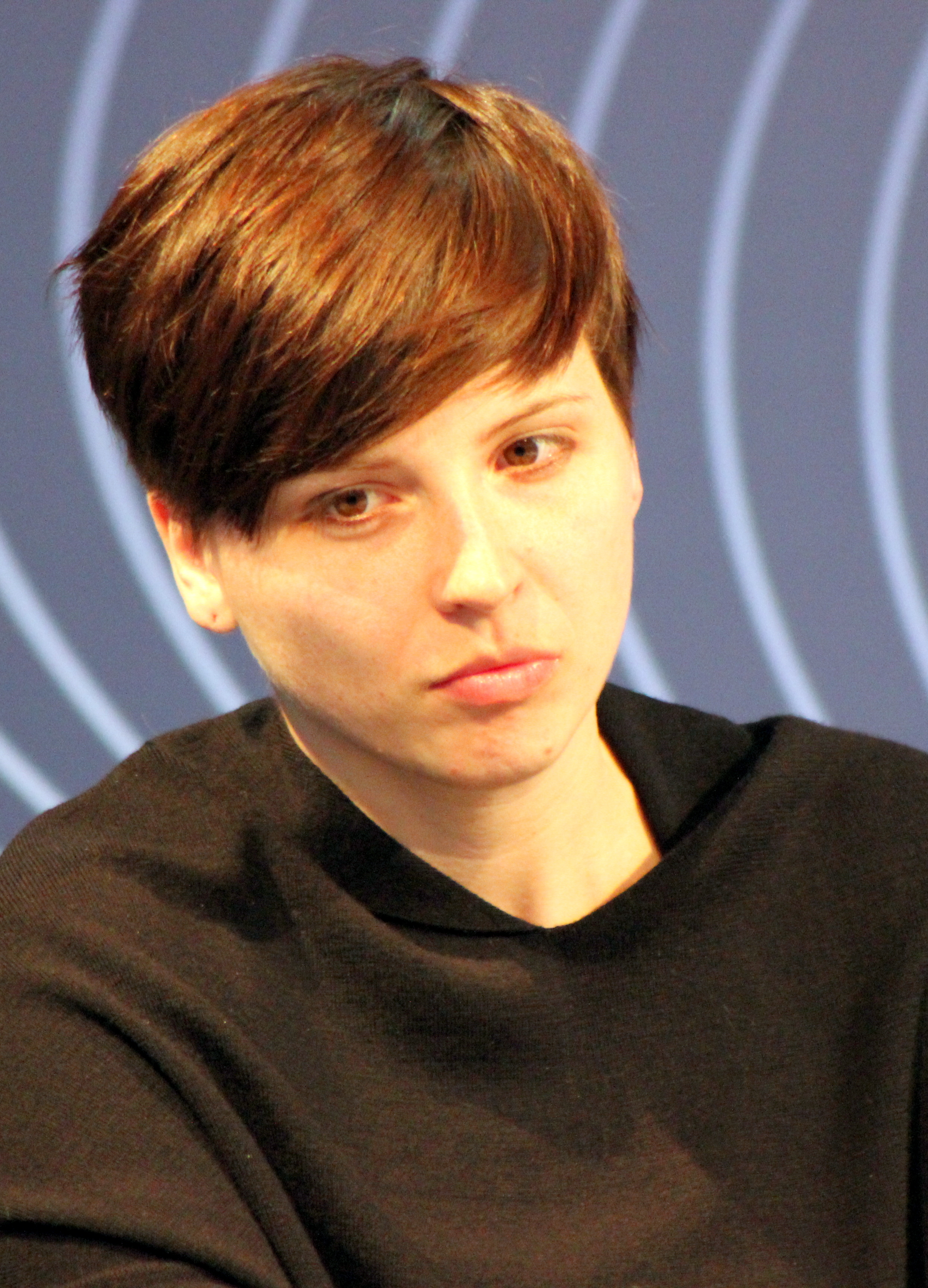
Dorothee Elmiger (2014)

Dorothee Elmiger (* 1985 in Wetzikon) ist eine Schweizer Schriftstellerin, Historikerin und Übersetzerin.

## Leben und Wirken
Dorothee Elmiger studierte Literatur am Schweizerischen Literaturinstitut in Biel/Bienne und am Deutschen Literaturinstitut Leipzig sowie Geschichte, Philosophie und Politikwissenschaft an der Universität Luzern und der Freien Universität Berlin.
Auf Einladung von Ingeborg-Bachmann-Preis-Juror Paul Jandl las Elmiger 2010 einen Auszug aus ihrem Roman Einladung an die Waghalsigen und gewann dort den 2. Preis, den mit 10.000 Euro dotierten Kelag-Preis.
Für ihr Werk erhielt Elmiger zahlreiche Auszeichnungen. 2020 erschien ihr Band Aus der Zuckerfabrik, der für die Shortlist des Schweizer und des Deutschen Buchpreises nominiert wurde. 2022 wurde Elmiger in die Deutsche Akademie für Sprache und Dichtung aufgenommen.
Im Jahr 2025 veröffentlichte Elmiger den Roman Die Holländerinnen (Hanser), in dem eine Theatergruppe die letzte Wanderung zweier in einem lateinamerikanischen Urwald verschwundener Niederländerinnen nachstellt; die Erzählerin – eine Schriftstellerin – berichtet in indirekter Rede von der Expedition und ihrer Krise. Der Text kreist um Fragen der Mimesis und einer – an Werner Herzog angelehnten – „ekstatischen Wahrheit“, ziehe Bezüge zur Dialektik der Aufklärung von Adorno und Max Horkheimer und verhandelt Machtverhältnisse des Kolonialismus sowie Nord-Süd-Asymmetrien, womit Elmiger an Motive aus Aus der Zuckerfabrik anschließt. Es entsteht ein „Netz aus Verweisen“ und eine Sammelpoetik, die Elmiger selbst mit Ursula K. Le Guins Konzept der „Carrier Bag Fiction“ in Verbindung gebracht hat.
Elmiger ist für ihre experimentellen und gesellschaftskritischen Texte bekannt, in denen sie sich mit Themen wie Kapitalismus, Geschichte und Identität befasst. Ihre Werke verbinden fiktionale Elemente mit dokumentarischen Ansätzen und werden für ihre poetische und dichte Sprache gelobt.

## Veröffentlichungen

### Einzeltitel
- Einladung an die Waghalsigen. Roman. DuMont, Köln 2010, ISBN 978-3-8321-9612-7.
- Schlafgänger. Roman. DuMont, Köln 2014, ISBN 978-3-8321-9742-1.
- Aus der Zuckerfabrik. Roman/Essay. Hanser, München 2020, ISBN 978-3-446-26750-3.[12]
- Die Holländerinnen. Roman. Hanser, München 2025, ISBN 978-3-446-28298-8.[13]

### Beiträge in Zeitschriften und Anthologien
- Üblicher Horizont. In: BELLA triste, Nr. 22, Hildesheim 2008.
- Dorothee Elmiger u. a.: Dorf. Uerste Verlag, 2009.
- Über die Umstände meiner Jugend. In: Edit, Nr. 51, Leipzig 2010.
- Die Wirklichkeit und nicht die Wirklichkeit. Essay. In: BELLA triste, Nr. 28. Hildesheim 2010.
- XERXES (DIE ANWESENDEN). In: Julius von Bismarck: Tiere sind dumm und Pflanzen noch viel dümmer/Animals are dumb and plants are even dumber. Kerber 2015, ISBN 9783735601384.
- Soft Eyes. In: Edit, Nr. 71, Leipzig 2017.
- Das Problem des Jägers / (Magic) Pocket Theory of Fiction. In: Carrier Bag Fiction, Das Neue Alphabet, Bd. 6, hg. v. Sarah Shin u. Mathias Zeiske, Berlin 2021, ISBN 978-3-95905-462-1.

## Auszeichnungen (Auswahl)
- 2010: Kelag-Preis beim Ingeborg-Bachmann-Preis für einen Auszug aus Einladung an die Waghalsigen[14][15]
- 2010: aspekte-Literaturpreis für Einladung an die Waghalsigen
- 2010: Rauriser Literaturpreis für Einladung an die Waghalsigen
- 2014: Hermann-Hesse-Förderpreis für Schlafgänger[16]
- 2014: Werkjahr der Stadt Zürich
- 2015: Schweizer Literaturpreis des Bundesamts für Kultur für Schlafgänger
- 2015: Erich-Fried-Preis[17]
- 2018: Conrad-Ferdinand-Meyer-Preis für Einladung an die Waghalsigen und Schlafgänger[18]
- 2018: Förderpreis des Max-Frisch-Preises der Stadt Zürich[19]
- 2020: Literarische Auszeichnung der Stadt Zürich für Aus der Zuckerfabrik[20]
- 2021: Literaturpreis „Text & Sprache“ des Kulturkreises der deutschen Wirtschaft, mit Bezug auf das Werk Aus der Zuckerfabrik[21]
- 2021: Franz-Hessel-Preis für Aus der Zuckerfabrik
- 2021/2022: Stadtschreiberin von Bergen
- 2022: Nicolas-Born-Preis
- 2025: Longlist des Deutschen Buchpreises mit Die Holländerinnen[22]